# Лёфлинг, Пер
Пер Лёфлинг (швед. Pehr Löfling; 20 января 1729, Валбо — 22 февраля 1756, Сан-Антонио-де-Карони) — шведский ботаник, один из «апостолов Линнея».

## Биография
Пер Лёфлинг родился 31 января 1729 года. С 1743 года учился в Уппсальском университете. Его учителем был выдающийся шведский учёный Карл Линней. В 1750 году Пер Лёфлинг получил степень кандидата медицинских наук. В 1751 году Пер Лёфлинг отправился в Испанию и стал профессором в Мадриде. С 1751 по 1756 год принимал участие в экспедиции в Испании и в Южной Америке. Пер Лёфлинг умер в Венесуэле 22 февраля 1756 года.

## Научная деятельность
Пер Лёфлинг специализировался на семенных растениях.

## Научные работы
- Iter Hispanicum, eller resa til Spanska Länderna uti Europa och America 1751—1756. 1758.

## Почести
Карл Линней назвал в честь Пера Лёфлинга род растений Loeflingia из семейства Гвоздичные (лат. Caryophylláceae).